# Сатвант Синг
Сатвант Синг (1962 – 6. јануар 1989)  био је један од телохранитеља, заједно са Беантом Сингом, који је извршио атентат на премијерку Индије, Индиру Ганди у њеној резиденцији у Њу Делхију 31. октобра 1984. Атентат је био одмазда за операцију Плава звезда.

## Атентат
Мотив за атентат на Индиру Ганди је била освета за војну операцију коју је спровела индијска влада у Златном храму у Амритсару у Индији.
Беант Синг је потегао свој револвер калибра .38 и испалио три хица у стомак Индире Ганди; када је пала на земљу, Сатвант Синг је испалио свих 30 метака из своје аутоматске пушке Стен у њен стомак (укупно је испаљено 33 метка, од којих је 30 погодило премијерку). Оба атентатора су затим положила оружје и предала се.
Беанта Синга су одмах убили остали присутни стражари. Сатвант Синг је ухапшен и касније осуђен на смрт вешањем заједно са другим завереником Кехаром Сингом. У својој изјави пред судом, Сатвант Синг је апеловао да се оконча насиље које је уследило у земљи, окрививши Индиру и Раџива Гандија за ово насиље. Смртна казна је извршена 6. јануара 1989.

## Последице
Атентат на Индиру Ганди је ставио породице атентатора у центар пажње, што је довело до тога да чланови породица освоје два мандата у Лок сабхи из државе Панџаб. Лок сабха је доњи дом Парламента Индије који има 543 директно изабрана посланика.
Као последица извршења смртне казне над Сатвантом Сингом и Кехаром Сингом, дошло је до избијања насиља у Панџабу, што је довело до убиства 14 Хиндуса од стране милитаната.
2003, је одржана бог церемонија у Акал такту (једно од духовних и световних седишта сикизма), унутар комплекса Златног храма у Амритсару, током које су указане почасти атентаторима на Индиру Ганди
2004, годишњица његове смрти је поново обележена у Акал такту у Амристсару, где је његовој мајци почаст указао главни свештеник а разне политичке странке су указале почасти Сатванту Сингу и Кехару Сингу 2007, годишњице смрти Сатванта Синга и његове супруге су обележене у разним деловима Панџаба и других држава. 6. јануара 2008, Акал такт је прогласио Беанта Синга и Сатванта Синга за „мученике сикизма”,

## Лични живот
Сингов отац је био Тарлок Синг. Сатвант се оженио са Суриндер Каур (ћерком Вирсе Синга) 2. маја 1988, док је био у затвору. Његова вереница се венчала са њим у одсуству, удавши се за његову слику током церемоније Ананд караџ.